# Bienio
Un bienio es un periodo de tiempo equivalente a 2 años.
Etimológicamente proviene del prefijo bi (dos) y el vocablo latino anno (año). De los eventos que ocurren cada dos años se dice que son bienales.
También se usa la palabra bienal para designar a eventos artísticos, especialmente concursos o exposiciones de plástica que se realizan cada dos años. Ejemplo: Bienal de San Pablo Brasil.
Algunos periodos históricos que han durado dos años han pasado a la historia con el nombre de bienio, como por ejemplo, el Bienio Progresista en España, durante el reinado de Isabel II.
También se denomina bienio al incremento en el salario correspondiente a cada dos años de servicio.
Un bienio también es considerado el periodo de dos años que una persona permanece en un puesto público dentro de una organización.
- Datos: Q3821893